# Uj
Uj (ros.: Уй; basz.: Уй; kaz.: Үй, Üj) — rzeka w Rosji zauralskiej i w Kazachstanie, lewy dopływ Tobołu w dorzeczu Obu. Długość – 462 km, powierzchnia zlewni – 34,4 tys. km², średni przepływ – 13 m³/s.
Uj wypływa po wschodniej stronie południowego Uralu, niedaleko źródeł Uralu, na terenie Baszkirii. Płynie na południowy wschód, potem na wschód, przecina miasto Troick i wypływa na Nizinę Zachodniosyberyjską, na której stanowi granicę rosyjsko-kazachską, po czym uchodzi do Tobołu. Zamarza w listopadzie, rozmarza w kwietniu. Na Uju istnieją trzy sztuczne zbiorniki wodne, z których największy to Troicki Zbiornik Wodny (10,8 km²). Brzegi Uja są pokryte lasami i łąkami na mniej lub bardziej zasolonych glebach.